# Embassament de Smallwood

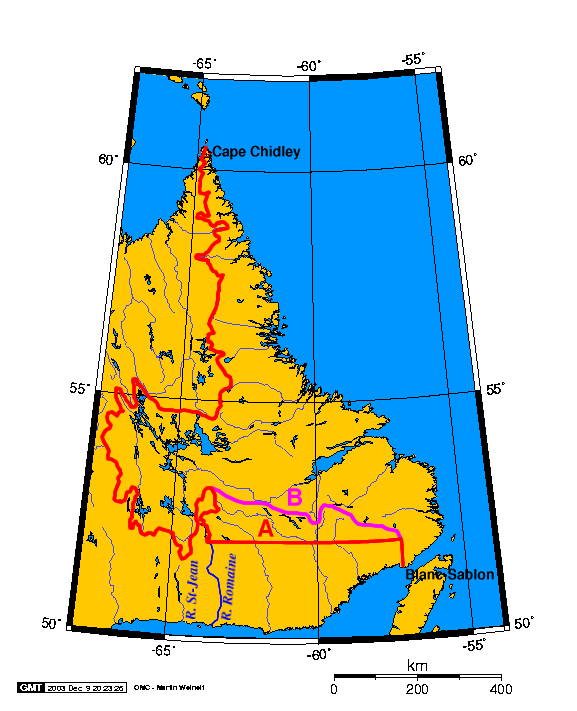
Mapa de Labrador on s'aprecia, a l'esquerra, l'embassament de Smallwood

L'embassamet de Smallwood (en anglès:Smallwood Reservoir) és actualment el segon (o el quart, segons les fonts) embassament més gran del món per superfície. Es troba a la part occidental de la península del Labrador a la província de Terranova i Labrador, al Canadà. Hi neix el riu Churchill. La cota de l'aigua és de 471 m diferència d'altres embassaments l'aigua no és retinguda per una única presa, sinó per una sèrie de 88 dics que sumen en total 64 km de longitud. Rep el seu nom en honor de Joseph Roberts Smallwood.
Ocupa una superfície de 6.527 km², té aprofitament hidroelèctric (Churchill Falls) i pel seu volum (32,64 km³) és el 39è del món.